# Patrik Lušňák
Patrik Lušňák (* 6. November 1988 in Piešťany, Tschechoslowakei) ist ein slowakischer Eishockeyspieler, der seit September 2024 beim HK 95 Považská Bystrica aus der zweitklassigen Slovenská hokejová liga unter Vertrag steht.

## Karriere
Patrik Lušňák begann seine Karriere als Eishockeyspieler in seiner Heimatstadt in der Nachwuchsabteilung des ŠHK 37 Piešťany, für dessen Profimannschaft er in der Saison 2005/06 sein Debüt in der slowakischen 1. Liga gab. Daneben spielte er auch in den Jugendmannschaften des HK 91 Senica und des HK Skalica. Anschließend spielte er knapp drei Jahre lang für die Sudbury Wolves, die ihn beim CHL Import Draft 2006 an 51. Position gezogen hatte, in der kanadischen Juniorenliga Ontario Hockey League. 
Die Spielzeit 2008/09 beendete er in Tschechien, wo er für den HC Oceláři Třinec in der Extraliga und den HC Havířov Panthers.in der 1. Liga spielte. Anschließend kehrte er in die Slowakei zurück und spielte für den HK Skalica in der dortigen Extraliga. Unterbrochen wurde diese Zeit durch eine Ausleihe an Heimatklub aus Piešťany, mit dem er 2011 die zweitklassige 1. Liga gewinnen konnte. Nachdem er die Saison 2012/13 in Tschechien verbracht hatte, kehrte er abermals zum ŠHK 37 Piešťany zurück, der inzwischen in der Extraliga spielte. 2014 wechselte er nach Belarus, wo er 2015 mit dem HK Junost Minsk die Vizemeisterschaft gewann. Anschließend spielte er für den HC Slovan Bratislava zwei Jahre in der Kontinentalen Hockey Liga. Seit 2017 spielt er wieder in slowakischen Ligen – zunächst in der Extraliga, seit 2020 überwiegend in der 1. Liga. Dabei steht er seit 2021 meist beim HK 95 Považská Bystrica auf dem Eis.

### International
Für die slowakischen Junioren nahm Lušňák an der U20-Weltmeisterschaft 2008 teil. Im Turnierverlauf erzielte er in sechs Spielen zwei Tore und drei Vorlagen. Für die Herren-Nationalmannschaft spielte er bei den Weltmeisterschaften 2015 und 2016.

## Erfolge und Auszeichnungen
- 2011 Gewinn der 1. Liga mit dem ŠHK 37 Piešťany